# Бучас, Йонас
Йо́нас Бу́час (лит. Jonas Bučas; 24 ноября 1900, дер. Пуоджюнай Линковской волости Ковенской губернии, ныне Пакруойский район — 15 октября 1973, Вильнюс) — литовский экономист, доктор экономических наук (1933), ректор Вильнюсского государственного университета (1948—1956); член-корреспондент Академии наук Литовской ССР (1946).

## Биография
Окончил гимназию в Линково (ныне Линкува). В 1919—1921 годах доброволец Литовской армии. Окончил Литовский университет в Каунасе (1929). В 1929—1931 годах продолжил обучение в Франкфуртском университете, затем в Лондонском университете.
Доктор экономических наук (1933). В 1931—1940 годах преподавал в Университете Витовта Великого, с 1940 года — в Вильнюсском университете; профессор (1941). С 1944 года декан экономического факультета Вильнюсского государственного университета. С 1946 года член-корреспондент Академии наук Литовской ССР.
В 1945—1947 годах проректор Вильнюсского государственного университета, в 1948—1956 годах ректор. Депутат Верховного Совета Литовской ССР (1951—1958).
Похоронен на Антакальнисском кладбище в Вильнюсе.

## Научная деятельность
Основные работы по вопросам планирования хозяйства, а также налогов, фондов пенсий и пособий. Важнейший труд „Ekonominio pajėgumo principas mokesčių paskirstymo teorijoje“ (1935).

## Память
В 2008 году в Вильнюсском университет открыта аудитория имени Йонаса Бучаса. 